# The Very Best of Testament
The Very Best of Testament è una raccolta dei Testament, pubblicata nel 2001 dalla Atlantic Records via Rhino Records.
Arrivata sul mercato nel momento in cui il gruppo viveva dei "riappacificamenti" con alcuni ex-membri della band.
Le tracce, poste in rigoroso ordine cronologico, sono state tutte rimasterizzate per l'occasione.
Curiosamente, non appare nessun pezzo proveniente dall'album Souls of Black, rappresentato abbastanza bene in copertina.

## Tracce
1. The Haunting – 4:17 – The Legacy
2. Burnt Offerings – 5:08 – The Legacy
3. First Strike Is Deadly – 3:43 – The Legacy
4. The New Order – 4:27 – The New Order
5. Into the Pit – 2:47 – The New Order
6. Disciples of the Watch – 5:07 – The New Order
7. Practice What You Preach – 4:57 – Practice What You Preach
8. Greenhouse Effect – 4:55 – Practice What You Preach
9. Signs of Chaos (Instrumental) – 0:30 – The Ritual
10. Electric Crown – 5:30 – The Ritual
11. So Many Lies – 6:05 – The Ritual
12. The Ritual – 7:29 – The Ritual
13. Return to Serenity – 6:30 – The Ritual
14. Over the Wall (Live) – 5:29 – Return to the Apocalyptic City
15. Dog Faced Gods – 4:02 – Low